# Johann Friedrich Eosander von Göthe
Johann Friedrich Eosander von Göthe, född 23 augusti 1669 i Stralsund i Svenska Pommern, död 1729 i Dresden, var en svensk-tysk arkitekt och militär, son till Nils Eosander.

## Biografi
Eosander blev 1692 konduktör vid Fortifikationen och ingick 1698 i Brandenburgsk tjänst samt utbildade sig till arkitekt i Italien och Frankrike. 1697 kom han till Stockholm där han arbetade med Nicodemus Tessin den yngre. 1699 blev han kapten och hovarkitekt och kom i stor gunst hos Fredrik I av Preussen samt utnämndes 1702 till förste byggnadsdirektör över alla militära och civila byggnader i Preussen. År 1704 sändes Eosander till Karl XII i Warszawa, med fredsförslag och till rådet i Stockholm, blev 1705 överste och generalkvartermästare och erhöll 1707 ledningen över bygget av Berlins stadsslott samt blev 1712 brigadjär och direktör över Fortifikationen. Eosander började 1704 uppförandet av Schönhausens slott, fick uppsikt över byggnadsarbetena vid Charlottenburgs slott, uppförde lustslottet Favorite 1706-09, orangeriet i Oranienburg samt lustslottet Monbijou med mera. 
Efterträdaren på tronen, Fredrik Vilhelm, ville göra indragningar i Eosanders lön, varför denne åter gick i svensk tjänst. Han utnämndes 1712 av Karl XII till abgesandt vid preussiska hovet och blev 1713 generalkvartermästare vid svenska armén i fält. År 1714 kom han till hären i Pommern och blev 1715 generalmajor. Tillfångatagen vid Stralsunds intagande 1715, lösgavs han mot sin förbindelse att genast bege sig till Frankfurt am Main, där han levde till 1722, då han antogs i tjänst hos polske kungen Fredrik August, som utnämnde honom till generallöjtnant och i vars tjänst han avled. 
Eosander skrev Kriegsschule oder der teutsche Soldat, varav första delen utkom efter hans död 1744. Han beskrivs såsom skicklig i sitt fack, men fåfäng, högmodig och slösaktig. Av Karl XII erhöll han del i sin fars kusins, assessor Samuel Göthes adelskap, samt upphöjdes 1713 till friherre, även om han aldrig tog inträde på Riddarhuset. På sitt bord och ett yppigt levnadssätt lär han ha förslösat sin hustrus – född von Merian, tillhörande den berömda konstnärssläkten i Frankfurt – ansenliga förmögenhet, så att han slutligen måste sälja sitt dyrbara bibliotek och utmärkta konstsaker.